# Johann Christian Müller (Verwaltungsjurist)
Johann Christian Müller (vollständiger Namen: Johann Christian Gottlieb Müller; * 6. Januar 1776 in Merseburg; † 7. März 1836 in Dresden) war ein deutscher Jurist und Verwaltungsbeamter sowie der erste Kultusminister des Königreichs Sachsen.

## Leben
Nach dem Besuch der Domschule zu Merseburg wurde er 1793 an der Universität Leipzig immatrikuliert, wo er u. a. bei Christian Gottlieb Haubold, Christian Gottlob Biener, Johann Gottfried Sammet und Christian Gottlob Einert Jura studierte und nach drei Jahren abschloss. Danach wurde er zunächst für zwei Jahre Assessor im Amt Merseburg wurde. 1804 erhielt eine Stelle als Kammersekretär des kurfürstlich sächsischen Stift Merseburgischen Kammerkollegiums. Ab November 1809 stand er dem Justizamt des Amtes Lützen vor, dem auch Zwenkau angehörte. 1814 wurde mit der Revision des Kämmereivermögens der Stadt Leipzig beauftragt. Nach der Teilung Sachsens 1815, bei der ein Großteil seines ehemaligen Arbeitsgebietes, nämlich des Amtes Lützen, an Preußen fiel, bekam er auf Vermittlung des Ministers Ernst Friedrich Karl Emil von Werthern die Stelle eines Amtshauptmanns im 3. Bezirk (Grimma) des Leipziger Kreises. Den Ruf der preußischen Regierung zur Leitung des Direktoriums des Stadt- und Landgerichts Sangerhausen schlug er trotz höherer Vergütung aus. 1818 wurde er Hof- und Justizrat in Dresden. Seit Mai 1821 war er Mitglied der Kommission für die Straf- und Versorgungsanstalten und ab März 1827 erhielt er eine Ratsstelle im Vikariatsgericht. 1824 war er zudem in der Kommission tätig, die in der Vereinigung der in Dresden bestehende Vereine für Blinde (u. a. das Flemming-Stecklingsche Institut für Blinde) vermitteln sollte. Während der Unruhen 1830 wurde er in die Kommission zur Wiederherstellung der öffentlichen Ruhe und Ordnung berufen und von dieser nach Leipzig entsandt, um einen Ausgleich zu verhandeln, was ihm auch gelang. Dafür erhielt er die Ehrenbürgerschaft der Stadt Leipzig sowie Ehrendoktorwürde der Juristischen Fakultät der Universität Leipzig. Die Stelle als Regierungsbeamter in Leipzig lehnte er dagegen ab und wurde stattdessen zum Direktor des 3. Departement der Landesregierung in Dresden berufen. Aufgrund seiner Verdienste als Beamter wurde er am 1. Dezember 1831 zum ersten Staatsminister des Cultus und öffentlichen Unterrichts ernannt. Das Amt hatte er bis zu seinem Tod inne.

## Auszeichnungen
- 1815: Ehrenbürgerrecht der Stadt Zwenkau
- 1826: Ritterkreuz des Zivilverdienstordens des Königreiches Sachsen
- Roter Adlerorden III. Klasse des Königreiches Preußen
- 1830: Ehrenbürgerrecht der Stadt Leipzig
- 1835: Komturkreuz des Zivilverdienstordens des Königreiches Sachsen

## Familie
Sein Vater war Grundstücksbesitzer in Merseburg. Am 15. April 1809 heiratete er Marianne von Przygrodzka, mit der er drei Töchter sowie zwei Söhne hatte. Von letzten beiden studierte einer ebenfalls Jura, der andere wurde Offizier im Sächsischen Heer.